# SCANFAR
SCANFAR — американский экспериментальный корабельный радар с фазированными антенными решётками компании Hughes Aircraft. Стал первым радаром с ФАР, установленным на корабле ВМФ США. Состоял из двух функционально свзязанных между собой радаров AN/SPS-32 и AN/SPS-33.
Произведено всего два экземпляра радара, которые были установлены на ракетном крейсере «Лонг-Бич» и авианосце «Энтерпрайз». В 1980—1981 годах радар был демонтирован с обоих кораблей во время их реконструкции и заменён обзорным 3D-радаром AN/SPS-48 и радаром AN/SPG-55 для наведения ракет. Несмотря на неудачу проекта SCANFAR, полученные технологии нашли воплощение в радаре AN/SPY-1 системы «Иджис».

## История
Предшественником проекта SCANFAR был незавершённый проект по разработке многофункционального радара AN/SPG-59 в рамках создания ракетного эсминца нового поколения «Тайфун» (англ. Typhon). Радар AN/SPG-59 выполнял функции дальнего 3D-обзора и обнаружения, наведения ракет, подсветки цели для полуактивного самонаведения. Система, состоявшая из многих тысяч приёмо-передающих элементов оказалась крайне ненадёжной и дорогостоящей.
Во многих отношениях SCANFAR был упрощённой версией AN/SPG-59. Основной радар выполнял функции обзора и сопровождения. Подсветка цели возлагалась на отдельные радары, ранее использовавшиеся в ЗРК «Talos» и «RIM-24 Tartar». В ходе разработки было также выявлено, что совмещение в одном радаре функций обзора и сопровождения цели неэффективно, поэтому основной радар был разделён на два (AN/SPS-32 и AN/SPS-33). В результате система оказалась построена по классической схеме (радар обзора, радар сопровождения, радар подсветки цели), различие заключалось только в том, что первые два радара представляли собой фазированные решётки.
В боевых условиях система проявила свою крайнюю ненадёжность, основным источником которой было большое количество электронных ламп. Несмотря на хорошее качество освещения воздушной обстановки, использование крейсера «Лонг-Бич» и авианосца «Энтерпрайз» во время длительных боевых операций оказалось невозможным. В результате этого во время реконструкций радары системы SCANFAR были демонтированы с обоих кораблей и заменены более традиционными системами.
В состав системы входили:
- AN/SPS-32 — двухкоординатный обзорный радар. Включал четыре прямоугольные фазированные решётки с частотным сканированием по азимуту;
- AN/SPS-33 — трёхкоординатный радар сопровождения целей. Включал четыре прямоугольные фазированные решётки с фазовым сканированием по азимуту и частотным сканированием по углу места.

Характерной особенностью системы было отсутствие автоматизации во взаимодействии радаров AN/SPS-32 и AN/SPS-33 между собой и с боевой информационно-управляющей системой NTDS. Координаты цели (азимут и дальность) с радара AN/SPS-32 вручную снимались оператором и вносились в компьютер сопровождения целей, который управлял радаром AN/SPS-33. Сканируя область с указанными координатами, радар AN/SPS-33 уточнял азимут и дальность и определял угол места. Повторяя сканирование несколько раз с определёнными временными интервалами, радар определял курс и скорость цели.
Недостатком системы SCANFAR была большая масса радаров (48,5 т для AN/SPS-32 и более 120 т для AN/SPS-33). Необходимость располагать значительные массы аппаратуры достаточно высоко над поверхностью воды создавало проблемы с остойчивостью, что исключало размещение радаров на кораблях среднего водоизмещения. Два экземпляра радара были размещены на атомном ракетном крейсере и атомном авианосце с полным водоизмещением около 15 000 и 90 000 т соответственно.
В процессе разработки системы SCANFAR возникла естественная необходимость отображения информации о сопровождаемых целях на цифровой консоли оператора. В отличие от традиционных радаров сопровождения, которые давали дальность, азимут и угол места цели в виде аналоговых сигналов, радар AN/SPS-33 имел цифровой выход для координат цели, что позволяло ему работать в составе цифровых информационных систем. Однако специальных цифровых дисплеев для AN/SPS-33 не существовало, а разработка новых в условиях сжатых сроков ввода в строй кораблей-носителей была сочтена нецелесообразной. В результате было решено установить на «Лонг-Бич» и «Энтерпрайз» новую, не отлаженную до конца БИУС NTDS. Несмотря на то, что испытания NTDS намечались на середину 1962 года, на «Энтерпрайз» она была установлена в середине 1961 года, а на «Лонг-Бич» — в начале 1962 года, то есть на 2 года раньше, чем начала реально функционировать.
Авианосец «Энтерпрайз», построенный на верфи Ньюпорт Ньюз, не имел сложных систем управления стрельбой, необходимых ракетному крейсеру. На него был поставлен вариант системы NTDS, ранее отлаженный на авианосце «Орискани», и в январе 1961 года авианосец вышел на ходовые испытания.
Ракетный крейсер «Лонг-Бич», построенный компанией Bethlehem Steel и намечавшийся к вводу в строй в сентябре 1961 года, к концу 1961 года имел на борту только радар AN/SPS-32. Установка радара и AN/SPS-33 и крейсерского варианта системы NTDS на трёх цифровых компьютерах была проведена весной 1962 года в Филадельфии. Более полугода отлаживались цифровые интерфейсы между радарами, новой системой управления стрельбой (Weapons Direction Equipment) Mk 2 и системой NTDS. Наладка оборудования и испытания были завершены только к концу 1962 года.
Радары AN/SPS-32/33 впервые были опробованы в боевых условиях 2 декабря 1965 года в Тонкинском заливе, когда самолёты авианосца «Энтерпрайз» совершили 118 боевых вылетов на объекты в Северном Вьетнаме. Одновременно «Энтерпрайз» стал первым атомным авианосцем, принявшим участие в войне.

## Установки на кораблях
- Ракетный крейсер «Лонг-Бич»
- Авианосец «Энтерпрайз»